# Beppe Berti
Giuseppe Berti (Carrara, 24 ottobre 1926 – Roma, 29 aprile 2010) è stato un giornalista italiano. Fu vice direttore del TG2 e direttore dei servizi sportivi dello stesso. 

## Biografia
Nacque nel 1926 in uno dei palazzi di Via del Plebiscito a Carrara. Discendente d'una famiglia signorile Carrarese che fu storicamente al servizio degli Asburgo dei Bonaparte e dei Savoia e tra cui si annoverano Pietro Marchetti e Pietro Tenerani, divenne, durante gli anni della Repubblica Sociale Italiana, ufficiale della Guardia Nazionale Repubblicana. Al termine della guerra fu arrestato; processato e accusato di essere nazionalsocialista, dichiarò di essere un individualista anarchico. Si trasferì a Roma nel dopoguerra e nel 1952 divenne giornalista professionista. Dopo una breve collaborazione con il MSI, divenne capocronista al Popolo di Roma, a La Tribuna ed a Italia Sera.
Entrò poi in Rai al Giornale Radio dove condusse con Sergio Giubilo Radio Sera. Nel 1976 divenne capo redattore centrale della redazione sportiva diretta da Maurizio Barendson del nascente TG2. 
Nel 1978 succedette a Barendson come direttore.
Nel 1990 fu nominato vice direttore del TG2.